# Puerto de Concepción del Uruguay
El Puerto de Concepción del Uruguay (Argentina) data desde el año 1910, y es considerado el más importante del río Uruguay desde la desactivación del Puerto de Concordia a fines de la década de 1970.
De valor histórico, arquitectónico y natural, el Puerto de Concepción ofrece además turismo. Posee una Zona Franca, Comercial, Industrial y de Servicios de Exportación, lindante al Parque Industrial. 

## Historia
Hasta el año 1977, la operatividad comercial era escasa, supeditada al arribo de buques tanques cargados con combustibles livianos para la planta de almacenaje de YPF, también era escaso el movimiento fluvial de tráfico vecinal fronterizo de pasajeros con la ciudad de Paysandú (República Oriental del Uruguay).
En 2010 el gobierno nacional junto con el de la provincia de Entre Ríos acordaron realizar las tareas necesarias para la reactivación del dragado del Río Uruguay que permitirá transformar a la ciudad y el puerto de Concepción del Uruguay en un centro mutimodal. Se iniciaron un proceso integral para la recuperación de la conectividad de las vías navegables de la provincia, con la realización de tareas de dragado, recuperación de los puertos, y además con inversiones en el sistema ferroviario.
En 2014 se llevaron a cabo obras para la reactivación del puerto.
A partir de aquella fecha, por su importancia, ubicación e infraestructura instalada (muelles, galpones de almacenaje para mercaderías, cámaras de frío, etc.), la actividad comercial, fue incrementándose paulatinamente, arribando buques de ultramar de distintas banderas, debido a las exportaciones de mercaderías, entre las que se pueden citar arroz, soja, madera, etc. Al 2014 el puerto se encoentraba en un alto nivel de actividad, donde se recibió un total de 1000 camiones. Las playas de vehículos de carga pesada, que fueran puestas en funcionamiento ese año, se utilizaban en su capacidad total.

## Ubicación geográfica
- Ubicación: 32°29′15.2″S 58°13′20.8″O / -32.487556, -58.222444. km 184,3 R.U. margen derecha.[3]

## Instalaciones portuarias
Elevador terminal con capacidad de almacenaje de 30.000 t y de 1.200 t/h de carga. Seis (6) galpones de 2.200 m² cada uno y una capacidad total de almacenamiento de 24.000 t. Posee 17 ha, siendo su extensión de unos 1.550 metros por 125 metros de ancho aproximadamente, pudiendo amarrar a lo largo del mismo varios buques de ultramar y de cabotaje, en forma simultánea.
Existen 18 silos y 10 entre-silos con una capacidad de almacenamiento de 20.000 t a granel, cuya estructura es hormigón armado de 70 m de alto, destinados para almacenar granos.
Existen playas para el almacenaje de mercaderías en tránsito, ubicadas en el extremo norte y al sur del puerto y 2 Galpones acondicionados para almacenar mercadería refrige- rada, con volumen total de 11.000 m³

## Sitios de amarre
Posee 23 muelles en total, 13 para carga general, 4 para enfriado y congelado, 5 cerealeros y 1 para descarga de combustibles.
Dársena Interior
En el Riacho Itapé frente a los muelles 3 y 4, lugar donde los buques de mayor eslora (ultramarinos), efectúan maniobras de giro 180°, quedando posicionados de proa al norte, facilitando el amarre.

## Radas
Se extiende desde la boya luminosa del "km 183,5 R. U." que marca la entrada al canal de acceso hasta cerca de la punta sur de la isla Almirón, es el límite de gran calado y divide al Uruguay Inferior del Uruguay Medio. Tiene unos siete kilómetros de largo y un ancho de más de seiscientos metros. Es el fondeadero indicado para los buques de ultramar que arriben al Puerto de Concepción del Uruguay, pudiendo fondear en cualquier punto fuera del canal dentro de los límites indicados.

## Accesos Terrestres y Ferroviarios
A través del camino para tráfico pesado construido recientemente se comunica la zona portuaria directamente con la Ruta Nacional 14.
En la intersección de las rutas RN 14 y RP 39, se encuentra el acceso a la ciudad de Concepción del Uruguay, ingresando a la misma (por ruta 39), a 4 km se encuentra el camino del tránsito pesado que comunica directamente con el puerto.
Cuenta con vías férreas de trocha media, pertenecientes al ferrocarril mesopotámico, con accesos directos a muelles, silos del Ente Autárquico Puerto C. del Uruguay, galpones y planta de almacenaje de combustibles REPSOL –YPF S.A.